# Toivo Lauren
Toivo Lauren (* 1919 in Finnland) ist ein schwedischer Skispringer.

## Werdegang
Seinen internationalen Durchbruch feierte Lauren, der nach seiner Geburt in Finnland 1952 nach Schweden auswanderte, bei der Vierschanzentournee 1953. Nachdem er bereits beim Auftaktspringen auf der Großen Olympiaschanze in Garmisch-Partenkirchen mit Rang fünf die Konkurrenz überraschte, zeigte er auch in Oberstdorf mit Platz sieben auf der Schattenbergschanze eine sehr gute Leistung. In Innsbruck landete er auf der Bergiselschanze auf Rang neun, bevor er die Tournee mit Platz acht in Bischofshofen abschloss. In der Gesamtwertung belegte er mit 843,9 Punkten punktgleich mit dem Deutschen Sepp Weiler den fünften Platz. Bereits im Jahr vor der Tournee hatte er auf der Heini-Klopfer-Skiflugschanze am 2. März 1952 mit 131 Metern einen persönlichen Rekord.  Bei der folgenden Vierschanzentournee 1953/54 konnte Lauren erneut gute Platzierungen erreichen und landete in der Gesamtwertung auf Rang zehn. Die gleiche Platzierung erreichte er auch bei der Vierschanzentournee 1954/55. Bei seiner letzten Vierschanzentournee 1955/56 landete Lauren erstmals nicht in den Top 10 der Gesamtwertung und wurde nach durchwachsenen Ergebnissen Elfter.
1969 gewann Lauren mit mittlerweile 50 Jahren den Schwedischen Meistertitel der Senioren.

## Erfolge

### Vierschanzentournee-Platzierungen
| Saison  | Platz | Punkte |
| ------- | ----- | ------ |
| 1953    | 05.   | 843,9  |
| 1953/54 | 10.   | 604,0  |
| 1954/55 | 10.   | 761,7  |
| 1955/56 | 11.   | 794,6  |